# 阿拉伯-伊斯蘭文化史
《阿拉伯-伊斯蘭文化史》，是埃及學者艾哈邁德·愛敏所著，編撰於20世紀上半葉，共八冊。該書內容涉及範圍甚廣，包括阿拉伯伊斯蘭國家的政治、經濟、社會、文化、學術活動、教派發展等方面，是為研究伊斯蘭歷史文化的重要史籍。而中文翻譯本，則由80年代起，由北京商務印書館陸續出版至今。

## 《阿拉伯-伊斯蘭文化史》的編撰

### 原因
艾哈邁德·愛敏是重要的伊斯蘭學者，並曾學習西方思想。他鑽研學術以後，感到許多阿拉伯文著作，在東方不易找到，在西方郤得到翻譯和印行。另外，西方學者的有關伊斯蘭學問的譯著及詮釋中，往往出現錯誤，有的出自無心，有的蓄意歪曲。艾哈邁德·愛敏便決心整理古籍，著書立說。

### 過程
公元1926年，艾哈邁德·愛敏在開羅大學任教後，與友人塔哈·侯賽因及阿巴底分工合作，編寫多卷本的阿拉伯伊斯蘭歷史文化著作，由阿巴底寫政治史，塔哈·侯賽因寫文學史，艾哈邁德·愛敏寫文化史。後來，僅艾哈邁德·愛敏堅持下去，他在浩如煙海的阿拉伯史料中鑽研考證，於去世（公元1954年）前不久基本完成了這部史籍。

## 內容
《阿拉伯-伊斯蘭文化史》共分八冊，每冊都按不同的伊斯蘭歷史發展時期進行論述：
- 第一冊（黎明時期），載述伊斯蘭教產生前阿拉伯社會、文化、學術、宗教活動，以及伊斯蘭初期的法律、教派及它與希臘、羅馬、波斯文化的關係。
- 第二冊（近午時期）第一卷，闡述阿拔斯王朝前期（公元750年-847年）百年間的社會和文化的發展。
- 第三冊（近午時期）第二卷，詳細介紹了公元8世紀中葉至9世紀中葉百年間的清真寺教育及學術文化活動。
- 第四冊（近午時期）第三卷，闡述阿拔斯王朝前期，即公元8世紀中葉至9世紀中葉教義學的產生和發展，以及各個伊斯蘭教派系的發展史。
- 第五冊（正午時期）第一卷，闡述公元9世紀中葉至11世紀初，阿拔斯王朝步入衰落階段，而伊斯蘭文化卻發展至鼎盛的歷史。
- 第六冊（正午時期）第二卷，描述及分析了公元9世紀中葉至11世紀初，經注學、聖訓學、教法、歷史學等方面的發展，以及各學科的代表人物。
- 第七冊（正午時期）第三卷，是安达卢斯（Al-Andalus，即伊比利半島）的專輯，闡述了倭馬亞王朝征服安达卢斯至阿拉伯人被逐的8個世紀（公元711年-1492年），安达卢斯的學術發展、社會生活、宗教等方面的歷史。
- 第八冊（正午時期）第四卷，考察及介紹伊斯蘭主要教派什葉派、遜尼派等在阿拔斯王朝後期的發展及分歧，以及它們的主要教義、名人及文學等。另外，在該冊的附錄中介紹了伊斯蘭曆6世紀（公元12、13世紀至近代啟蒙時期的學術及宗教活動等，並且探析阿拉伯-伊斯蘭文化衰落的原因。

## 學術價值

### 阿拉伯學術界
在阿拉伯學術界，《阿拉伯-伊斯蘭文化史》獲得甚高的評價，學者們認為它「是用最可靠的史料寫成的，文字暢達，見解精辟」（穆斯台法·西哈比）；「本書對阿拉伯、穆斯林的學術、思想、文化……的發展，作了前無古人的研究與論述」（豪哈桑·贊雅特）；「這部巨著是考察伊斯蘭文化的燈塔」（愛哈邁德·福瓦德）；「讀了這部巨著，你可以從那些大量的考據與研究的背後，看到抹去了阿拉伯思想面貌上的灰塵後，顯露出來的阿拉伯的真實靈魂的閃光」（台木爾）；「是獻給當今世界的一部最珍貴、最豐富、最不朽的寶藏」（塔哈·侯賽因）。

## 外部連結
- （中文）北京商務印書館版《阿拉伯-伊斯蘭文化史》（第五冊）的原作者序、內容簡介、章節目錄 （页面存档备份，存于）
- （中文）北京商務印書館版《阿拉伯-伊斯蘭文化史》（第六冊）的原作者序、內容簡介、章節目錄
- （中文）北京商務印書館版《阿拉伯-伊斯蘭文化史》（第七冊）的內容簡介[永久]
- （中文）北京商務印書館版《阿拉伯-伊斯蘭文化史》（第八冊）的內容簡介[永久]